# Fanambana (geslacht)
Fanambana is een geslacht van vlinders van de familie tandvlinders (Notodontidae), uit de onderfamilie Thaumetopoeinae.

## Soorten
- F. anomoeotina Kiriakoff & Viette, 1969
- F. pyralidina Kiriakoff & Viette, 1969